# Ладья (монумент)
Стела «Ладья» — монументальная скульптурная композиция, одна из достопримечательностей Самары. Представляет собой массивную конструкцию из бетона двадцатиметровой высоты. Находится на Октябрьской набережной города недалеко от станции метро «Алабинская». Возведена в 1986 году по проекту самарских архитекторов Анатолия Янкина и Игоря Галахова.

## История
Стела возведена в 1986 году по проекту самарских архитекторов Анатолия Янкина и Игоря Галахова к 400-летию Самары.
Монумент стилизованно изображает плывущую по волнам древнюю парусную ладью, олицетворяющую историю края, когда мимо берегов Волги проходили корабли русских купцов и витязей. Бетонную стелу, окрашенную в белый цвет, установили таким образом, чтобы нос ладьи был устремлён в сторону Жигулёвских гор. Посередине «паруса» барельефно изображён герб Самары: дикая белая коза в геральдическом щите, щит окружён орнаментом.
Часть набережной, где установлен монумент, является местом отдыха для местных жителей — по обе стороны побережья от стелы находится городской пляж с оборудованными местами рекреации. В отличие от других частей набережной, эта имеет значительный перепад высот, поэтому устроена в виде террас: «Ладья» установлена на верхней террасе, откуда открывается панорама на Волгу и её правый берег. Здесь же отмечают праздники и значимые для города даты.
Стела «Ладья» является одним из символов города: изображение монумента можно встретить на сувенирной продукции. Согласно опросам жителей Самары, Ладья входит в тройку главных достопримечательностей города после Монумента Славы и собственно набережной, на которой монумент и расположен.
В честь стелы «Ладья» был назван жилой комплекс, построенный в 2007 году.
В 2016 году было принято решение о реконструкции Октябрьской набережной и стелы «Ладья». Работы завершились в 2018 году.
ПРИМЕЧАНИЕ
1. ↑  Андрей Кочетков. "Ладья". Самарская губерния: История и культура (18 октября 2016). Дата обращения: 5 декабря 2023. Архивировано 19 апреля 2018 года.
2. ↑  Монумент «Самарская ладья», Самара, Россия: описание, фото, где находится на карте, как добраться. www.1000mest.ru. Дата обращения: 19 апреля 2018. Архивировано 19 апреля 2018 года.
3. ↑  Стела "Ладья". turportal63.ru. Дата обращения: 19 апреля 2018. Архивировано 19 апреля 2018 года.
4. ↑  Татьяна Суровая. Монумент «Самарская ладья» в Самаре. russights.ru (9 июня 2016). Дата обращения: 19 апреля 2018. Архивировано из оригинала 19 апреля 2018 года.
5. ↑  Реконструкция 4-й очереди набережной. Табурент (26 ноября 2016). Дата обращения: 5 декабря 2023. Архивировано 9 июня 2018 года.
6. ↑  Филатова, Анастасия. В Самаре на набережной возле Ладьи убрали временное ограждение. samara.kp.ru. Комсомольская правда. Дата обращения: 5 декабря 2023. Архивировано 12 июня 2018 года.